# Słowo miłości
Słowo miłości (także: Słowo o miłości, serb. Слово љубве) – średniowieczny utwór poetycki, kwalifikowany jako poemat liryczny, którego autorem jest serbski władca Stefan Lazarević (1377-1427).
Utwór powstał w pierwszym dziesięcioleciu XV wieku, w 1404 lub 1409 roku. Jest to swoisty poetycki list, w którym autor, Stefan Lazarević, zwraca się do nienazwanej z imienia bliskiej osoby, pozostającej z nim w złych układach. Z tego też względu uważa się, iż adresatem utworu jest brat Stefana Lazarevicia, Vuk (?-1410), z którym książę był podówczas w otwartym konflikcie.
Utwór podzielony jest na dziesięć strof, których pierwsze litery tworzą akrostych, układający się w wers słowo miłości. Marian Jakóbiec uznaje ten tekst za jeden z najciekawszych utworów tego typu w literaturze średniowiecznej. Historyk serbskiej literatury średniowiecznej, Dimitrije Bogdanović w sposobie przedstawiania przyrody w tekście dostrzega elementy charakterystyczne bardziej dla epoki renesansu, niż średniowiecza.
Oryginalny tekst Słowa miłości spłonął podczas bombardowania Belgradu w 1941 r.
Przekład Słowa miłości na język polski dokonany przez Wandę Kotwiczową znalazł się w tomie Dar Słowa. Ze starej literatury serbskiej, opracowanym przez Aleksandra Naumowa, Łódź 1983, s. 152-155.